# Asthenes humilis
Az Asthenes humilis a madarak (Aves) osztályának verébalakúak (Passeriformes) rendjébe és a fazekasmadár-félék (Furnariidae) családjába tartozó faj.

## Rendszerezése
A fajt Jean Cabanis német ornitológus írta le 1873-ban, a Synallaxis nembe Synallaxis humilis néven. Egyes szervezetek a Siptornoides nembe sorolják Siptornoides humilis néven, az áthelyezés még nem terjedt el igazán.

## Alfajai
- Asthenes humilis cajamarcae Zimmer, 1936
- Asthenes humilis humilis (Cabanis, 1873)
- Asthenes humilis robusta (Berlepsch, 1901)[1]

## Előfordulása
Dél-Amerikában, az Andokban, Bolívia és Peru területen honos. Természetes élőhelyei a szubtrópusi és trópusi magaslati cserjések és füves puszták, köves környezetben. Állandó, nem vonuló faj.

## Megjelenése
Testhossza 16 centiméter, testtömege 23–24 gramm.

## Életmódja
Ízeltlábúakkal és magvakkal táplálkozik.

## Természetvédelmi helyzete
Az elterjedési területe nagy, egyedszáma pedig stabil. A Természetvédelmi Világszövetség Vörös listáján nem fenyegetett fajként szerepel.